# Mito Yuji
Yuji Mito (sinh ngày 15 tháng 4 năm 1988) là một cầu thủ bóng đá người Nhật Bản.

## Sự nghiệp câu lạc bộ
Yuji Mito đã từng chơi cho Kyoto Sanga FC.